# Modus tollens
Modus tollens (latin: metod för förnekande) är en förkortad form av  modus tollendo tollens, som är en slutledningsregel inom logiken. Regeln kan formellt skrivas:
{\displaystyle {\frac {P\to Q,\neg Q}{\therefore \neg P}}}
vilket betyder att av  två premisser, där den ena är en materiell implikation och den andra är negationen av implikationens andra led, följer negationen av implikationens första led.
Från premissena P→Q och {\displaystyle \neg }Q kan således slutsatsen {\displaystyle \neg }P dras.
Regeln är relaterad till egenskapen kontraposition av den materiella implikationen, det vill säga att A → B är ekvivalent med ¬B → ¬A, vilken senare sats tillsammans med {\displaystyle \neg }B och slutledningsregeln modus ponens ger {\displaystyle \neg }A. 
Exempel: Från "Om min klocka går rätt, så är tåget försenat" och "Tåget är inte försenat" kan man dra slutsatsen "Min klocka går inte rätt".
Formellt kan regeln även skrivas:
{\displaystyle P\to Q,\neg Q\vdash \neg P}, där {\displaystyle \vdash } betyder satslogisk konsekvens.
Regeln uttryckt som en tautologi eller som ett teorem i satslogiken skrivs:
{\displaystyle ((P\to Q)\land \neg Q)\to \neg P}
Inom predikatlogik finns följande formulering:
{\displaystyle {\begin{array}{ccc}&\forall x:&P(x)\rightarrow Q(x)\\&\exists x:&\neg Q(x)\\\therefore &\exists x:&\neg P(x)\end{array}}}
Vilket kan utläsas: Allt som uppfyller P uppfyller Q. Det finns ett x som inte uppfyller Q. Alltså finns ett x som inte uppfyller P.
I mängdlära kan det uttryckas som:
{\displaystyle {\begin{array}{cc}&P\subseteq Q\\&x\notin Q\\\therefore &x\notin P\end{array}}}
det vill säga, P är en delmängd till Q. x är inte ett element i Q. Alltså är x inte ett element i P.